# Мирослав (Марусин)
Мирослав Марусин (світське ім'я Стефан; 26 червня 1924, Княже — 21 вересня 2009, Рим) — архієпископ Української греко-католицької церкви, секретар Конгрегації Східних Церков (1982–2001).

## Біографічні відомості
Мирослав Марусин народився 26 червня 1924 року в селі Княже біля Золочева на Львівщині.
Філософсько-богословські студії розпочав у Львівській Богословській Академії, де навчався від 1943 р. до 1944 р. Під час війни навчався в Падерборні (Німеччина), а потім, від 1949 до 1951 р., у Папському східному інституті в Римі, здобувши ступінь доктора. Нижчі, дияконські та ієрейські свячення отримав з рук архієпископа Івана Бучка у 1948 р. в Німеччині. Тісно співпрацював з владикою Бучком, апостольським візитатором українців греко-католиків у Західній Європі, був його особистим секретарем, допомагав йому, супроводжував у всіх відвідинах українських громад у світі.
27 червня 1974 року Папа Римський Павло VI призначив священника Мирослава Марусина апостольським візитатором українців греко-католиків у Західній Європі, на місце архієпископа Івана Бучка, який подав зречення з цієї посади за віком. Єпископська хіротонія відбулася 28 липня 1974 року в Римі. Головним святителем був архієпископ Іван Бучко, а співсвятителями — єпископи Платон Корниляк, Володимир Маланчук, Августин Горняк та Йоаким Сеґеді.
З 1977 до 1982 року владика Марусин займав посаду заступника голови Папської комісії з перегляду Кодексу Східного Канонічного Права. За призначенням Папи Івана Павла II, від 1982 до 2001 року Преосвященний Мирослав Марусин, піднесений до гідності архієпископа, був секретарем Конгрегації Східних Церков.
Архієпископ Мирослав Марусин був автором численних видань і наукових праць богословського, історичного, літургічного та біблійного змісту. Впродовж тривалого часу співпрацював з Ватиканським радіо. Папська Марійська академія, Орден Лицарів Божого Гробу, Наукове товариство імені Шевченка та інші установи удостоїли владику Мирослава Марусина почесними відзнаками. Віденський університет та Український вільний університет присвоїли йому звання почесного доктора.
Архієпископ Мирослав Марусин помер 21 вересня 2009 року в Римі. Похований на кладовищі «Пріма Порта», в гробниці Конгрегації Східних Церков.